# Legende o Runteri
Legende o Runteri (eng. Legends of Runeterra) je besplatna digitalna kolekcionarska igra sa kartama koju je razvila i izdala kompanija Rajot Gejms za , Android i iOS. Igra je objavljena u otvorenoj beta verziji za  24. јanuara 2020.

## Sadržaj igre
Igra se 1 na 1. Svaki igrač počinje igru sa 4 karte koje su nasumično izvučene iz špila. Pre početka meča svaki igrač ima opciju da zameni bilo koju kartu od prve 4 karte koje je dobio. Na početku prve runde oba igrača dobijaju krtistal mane, jedan igrač dobija žeton za napad, a drugi žeton za odbranu. Samo igrač sa žetonom za napad može da napadne u toj rundi. Nakon svake runde tokeni se menjaju između igrača i svaki igrač vuče kartu. Kako se broj rundi povećava tako se povećava i broj kristala mane koji igrači dobijaju na početku svake. Na kraju runde svaki kristal mane koji nije potrosen se pretvara u kristal mane za čarolije.
Da bi se karta odigrala igrač mora da troši kristale. Postoji 3 tipa karata: Heroji, sledbenici i čarolije. Heroji su najjači tip karata i svaki heroj ima određeni kriterijum koji kad se ispuni unapređuje kartu u jaču verziju. Čarolije izazivaju razne efekte kad se odigraju dok sledbenici su ostale normalne karte koje mogu da imaju neku sposobnost.
Nakon sto se karta odigra ona se može odigrati još jednom za napad ili odbranu. U toku napada ukoliko protivnik nema ni jednu kartu za odbranu karta koja napada, napašće neksus koji ima 20 zivotnih poena. Ukoliko protivnik ima kartu za odbranu, te karte će se sukobiti i biće unistena slabija karta. Cilj igre je da se uništi protivnički neksus, tj. da se dovede do 0 zivotnih poena.

## Karte
Legende o Runteri nude razne kartice koje omogućavaju svakom igraču da igra na svoj jedinstven način. Špil karata mora da se sastoji od maksimum 6 heroja iz 2 regiona i ukupno mora biti 40 karata.
Slede detalji koji su prisutni na svakoj karti:

### Kristali mane
Svaka karta im određenu cenu koja je izražena u kristalima. Igrač mora da ima dovoljno kristala da bi mogao da odigra kartu koju zeli, maksimalna količina kristala mana je 13 uključujuci i kristale mane za čarolije (10 kristala mane za heroje i sledbenike + 3 kristala za čarolije).

### Regije
Svaka karta moze da sadrži samo jednu regiju. Kada kreirate špil mogu se kombinovati karte iz najvise dve regije. Regije koje postoje su:
- [1]
- [2]
- i [3][4]
- [5]
- [6]
- [7]
- [8]

### Tipovi karata
- Heroji
- Sledbenici
- Čarolije

### Retkosti
Karta sadrži samo jednu retkost. Sto je veća retkost to je veća cena karte.
- Heroji
- Epska
- Retka
- Česta

## Razvoj
Legende o Runteri najvljene su od strane Rajot gejms 15. oktobra 2019. godine što se podudara sa destogodišnjicom Lige Legendi. Pregled igrice je trajao do 20. oktobra 2019. i bila je dostupna malom broju igrača.
Drugi pregled igrice pokazao je igračima "ekspedicije" novi mod u igrici gde svaki igrač kreće od nule i grade špil od nasumičnih karata. Igrači mogu da nastave da usavršavaju taj špil ukoliko napreduju u ekspedicijama. Drugi pregled trajao je od 14. do 19. novembra 2019.
12. januara 2020. Rajot gejms je najavio da Legende o runteri otvorena beta počinje 24. januara 2020. Nalozi koji su napravljeni u toku dva pregleda igrice su bili obrisani.

## Spoljašnje veze
- Zvanični sajt